# Gare de Tan-y-Bwlch
La gare de Tan-y-Bwlch est une gare ferroviaire galloise de la ligne à voie étroite du Chemin de fer de Ffestiniog (en) qui relie les villes de Blaenau Ffestiniog et de Porthmadog. Elle est située sur le territoire du village de Maentwrog dans le Comté de Gwynedd. 
C'est la principale gare ferroviaire de cette ligne de chemin de fer historique, devenue touristique, construite en 1836.

## Situation ferroviaire
Établie à mètres d'altitude, la gare de Tan-y-Bwlch est située au point kilométrique (PK) 11,97 de la ligne à voie étroite du Chemin de fer de Ffestiniog (en).